# История науки и техники в Корее
История науки и техники в Корее — хронология развития науки и техники в Корее, начавшегося в Древнее время и продолжающегося по сей день.

## Предыстория
В конце палеолита люди, жившие на территории Корейского полуострова, освоили микролиты — высокоэффективные инструменты. Палеолит в истории Кореи также ознаменовался началом длительного периода освоения человеком большого количества видов растений, которые, впоследствии, использовались в лечебных целях.
Археологические свидетельства из Косанни на Чеджудо показывают, что глиняная посуда в этих местах впервые была сделана в период 8500-8000 годах до н. э. Люди зависели от собирательства, охоты и рыболовства как главного источника пищи до середины периода Чыльмун (3200-2000 годы до н. э.), когда в небольших масштабах началось культивирование растений.
Земледельцы периода Мумун начали использовать систему многопольного посева, позволяющую собирать несколько урожаев в год, примерно где-то после 1500 года до н. э. Эта сложная технология создания глиняной посуды усовершенствовала производство пищи, что в итоге сильно отразилось на продовольственной системе общества периода Мумун и повлекшая за собой начало развития интенсивного сельского хозяйства на Корейском полуострове. Корея и прилегающие к ней территории Восточной Азии, по-видимому, были регионом возделывания сои между 1500 и 500 годами до н. э. Заливные поля — высокомплексная система культивирования риса, появились на юге Корейского полуострова в тот же период.
Многочисленные археологические находки свидетельствуют об изменении системы отопления домов после 850 года до н. э. До 850 года до н. э. землянки отапливались при помощи очагов, которые были вырыты прямо в полу дома. После 850 года до н. э. очаги исчезли из интерьеров землянок и были, возможно, заменены мангалообразной техникой в Хосо, Хонам и западном Йоннам.
Бронзовые предметы попали на Корейский полуостров до 900 года до н. э. Однако, формы для бронзового литья из Сонгунни и большое количество бронзовых артефактов показывают, что люди в южной части полуострова занимались производством бронзовых предметов, начиная с 700 года до н. э. Через несколько сотен лет в Корее появилось производство предметов из железа. Железные инструменты и оружие, сделанные корейцами, впоследствии стали общими для всего региона примерно в 200 году до н. э. Железный инвентарь всё больше способствовал расширению интенсивного сельского хозяйства на новые территории Корейского полуострова.
Также известно, что корейцы изобрели систему отопления через пол дома, которая называется «ондоль». Эта система была впервые применена в Северном Окчо примерно в 2500 году до н. э.

## Период трёх королевств

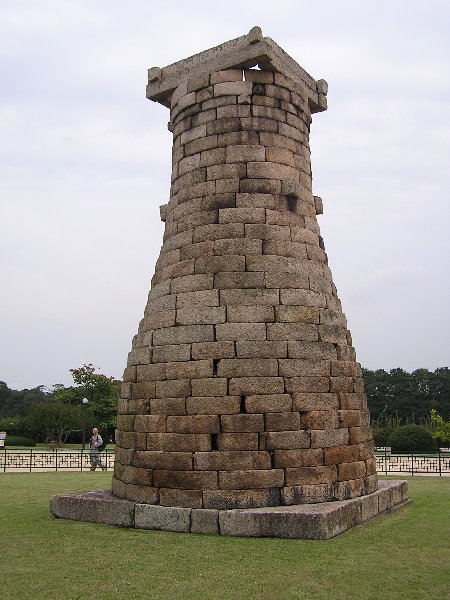
Обсерватория Чхомсондэ.

Производство керамогранитной посуды, в которой глина подвергается стеклованию в печи при температуре более 1000 °C, впервые появилось на Корейском полуострове именно в эту историческую эпоху.
Период Трёх корейских государств характеризуется ещё тем, что в это время началось производство керамики и черепицы в промышленных масштабах. Это повлекло за собой к началу использования технологии подымающихся печей или драконовых, где-то 100-300 годах.
Одним из нескольких примеров науки и техники периода Трёх корейских государств, который сохранился до наших дней, — это Чхомсондэ, что в переводе с корейского означает «башня для наблюдения за звёздами». Чхомсондэ является одной из самых старейших обсерваторий на Земле. Она была построена во времена правления королевы Сондок. Башня построена из 366 кусков гранита, которые символизировали 366 дней лунного года, и 12 каменных блоков, которые могут представлять 12 месяцев года. На архитектурный стиль обсерватории оказало сильное влияние буддизма.
Девятиярусная деревянная пагода Хваннёнса, которая была возведена по велению королевы Сондок после того, как был построен главный храм, и считается самой крупной из всех корейских ступ раннего периода истории Кореи. Она имела высоту в 80 м. До наших дней дошёл только лишь каменный фундамент пагоды, который свидетельствует о её крупных размерах в прошлом. Хваннёнса являлся местом хранения наиболее почитаемых буддийских реликвий.

## Династия Корё
В 1234 году, во времена династии Корё, Чон Юн Ый изобрёл первые в мире металлические подвижные литеры для печатания. Это изобретение облегчило процесс печатания, сделало его более эффективным, а также повысило уровень грамотности, которая рассматривалась китайскими путешественниками как один из важных аспектов человеческой жизни. Позднее эту систему подвижных литер приняла на вооружение и Монгольская империя, которая распространилась далеко в глубь Центральной Азии. Существует гипотеза о том, как изобретение Чона повлияло на типографский станок Иоганна Гутенберга: когда монголы вторглись в Европу, то вместе с ними были привнесены некоторые технологии, изобретённые в Азии.
В конце периода династии Корё в Корее существовали корабли с отверстиями на стенках бортов для артиллерии. В 1356 году были проведены эксперименты с пороховым оружием, который стрелял деревянными и металлическими снарядами, а в 1373 — с горящими стрелами и огненными трубами, которые были ранними прототипами хвачхи, которая позднее использовалась на военных кораблях Кореи. Политика использования стрелкового и порохового орудий активно продолжалась и при династии Чосон. К 1410 году более 160 военных кораблей Чосона имели на своих бортах стрелковые орудия. Чхве Мусон — корейский изобретатель, военный командир и учёный, живший в Средневековье, поспособствовал распространению и широкому использованию пороха в Корее, а также создал разные виды порохового оружия. Чхве Мусон занялся разработкой порохового оружия из-за постоянных налётов японских пиратов — вокоу, на берега Кореи. Чхве получил знания о порохе от китайского купца по имени Ли Юань, несмотря на тот факт, что это запрещали монгольские законы. Сначала Ли не хотел делиться со своими секретами о порохе с Чхве, но его очень впечатлили его патриотизм и решительность. Позднее Чхве удивил королевский двор и короля У, благодаря чему по распоряжению короля для работы Чхве были отстроены лаборатория и фабрика по производству пороха. Он изобрёл первую корейскую пушку и другие оружия, такие как сингиджон — вариант китайских огненных стрел, а позднее хвачху, которая была впервые построена в 1377 году и считается первой в мире РСЗО. В дальнейшем все эти военные орудия были значительно улучшены и ключевой их особенностью по-прежнему оставался одновременный запуск до 200 «ракет».

## Чосон

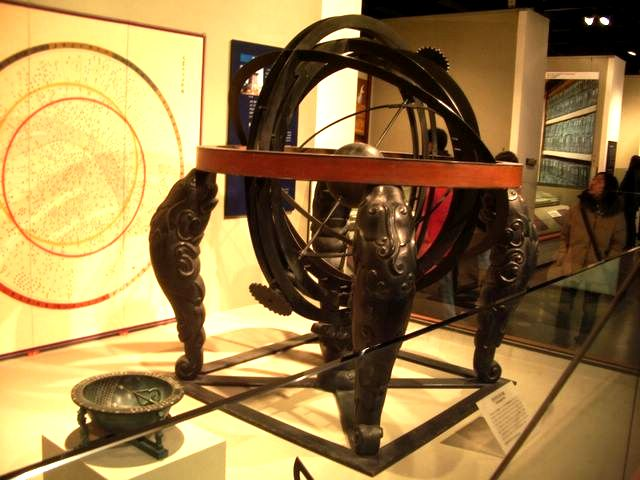
Корейский небесный глобус, который впервые был создан учёным Чан Ёнсилем во времена правления Седжона Великого.

Правление чосонского вана Седжона Великого ознаменовало период научных достижений в Корее. Новая политика Седжона позволяла людым-сэммин (люди низшего статуса), таким как Чан Ёнсиль, работать на правительство. Чан — один из наиболее известных корейских изобретателей. Когда он был ещё молодым, то смог построить ряд конструкций, которые облегчали труд рабочим, такие как акведук, каналы и другое. В итоге Чану было разрешено жить в королевском дворце, где он возглавлял группу учёных, работавших над улучшением корейской науки.
Одним из его изобретений были автоматические водяные часы — «чагённу», которые работали благодаря активным действиям деревянных фигур, которые определяли время. Эти часы были созданы в 1434 году, и, впоследствии, были дополнены астрономическими устройствами, а также улучшенными подвижными литерами, такого же типа, что и в период династии Корё. Обновлённая модель часов была даже лучше и в два раза быстрее, чем предыдущая. Другими устройствами, которые изобрёл Чан Ёнсиль, были водометр и осадкомер.
Также в Чосоне придворный врач Хо Чжун написал огромное количество текстов по медицине. В монументальном трактате «Тоны́й пога́м» («Сокровищница знаний о медицине») он дал толкование по многим вопросам корейской традиционной медицины. Его труд проник в Китай и Японию, где и в наши дни его рассматривают как классику восточной медицины.
Астрономия в Чосоне находилась на пике развития. Доказательством этого может послужить небесный глобус Чан Ёнсиля, который, в отличие от других приборов, вне зависимости от дня и ночи мог определить положение Солнца, Луны, звёзд . Более поздний глобус «Кюпхё» (хангыль — 규표) мог, в зависимости от сезонных колебаний, определить временные изменения.
Вершиной астрономических и календарных достижений во времена правления Седжона Великого был «Чхильчонъсан» — вычисления, сделанные в 1442 году на основе движения семи небесных тел: пяти видимых планет, Солнца и Луны. Эта работа стала возможной благодаря учёным, которые рассчитали и точно спрогнозировали все основные небесные явления, такие как солнечное затмение и другие. Хончхон-сигё («часы Хончхо́н», хангыль — 혼천시계) — астрономические часы, созданные Сон Рёном в 1669 году. У часов есть армиллярная сфера диаметром в 40 см. Сфера работает за счёт часового механизма, показывая положение Земли в любом заданном времени.
Каннидо — большая шёлковая карта Старого света, составленная в Корее в правление императора Тхэджона в 1402 году на основе изучения более ранних китайских карт. Создателями этой карты были Ким Санхён, Ли Му, Ли Хве.
Хангыль — фонематический алфавит, который был утверждён Седжоном Великим в 1444 году (до этого корейцы использовали китайские иероглифы для записи корейских слов).

## Современный период

### КНДР
КНДР имеет успехи в области развития программного обеспечения для компьютеров, хотя существуют некоторые трудности в аппаратной части. В целом, программное обеспечение находится на высоком уровне и в будущем может стать одним из основных пунктов экспорта вместе с голосовыми распознавателями мирового класса, а также системами автоматического управления и контроля и медицинскими технологиями. КНДР разработала свою собственную операционную систему — «Red Star OS», основанную на Fedora, а также интранет «Кванмён», который содержит материалы из Интернета, предварительно прошедшие цензуру. IT-специалисты из КНДР демонстрируют высокую степень профессионализма.
Корейский комитет космических технологий (КККТ) — государственное космическое агентство Корейской Народно-Демократической Республики. КККТ контролируется Государственным комитетом обороны КНДР и работает с несколькими крупными институтами, такими как Государственная академия наук и Бюро ракетно-стратегических сил . К 2010 году активно используются две стартовые площадки космических ракет — космодром Тонхэ в провинции Хамгён-Пукто. Кванмёнсон — серия искусственных спутников Земли, запущенных с того же космодрома, что и ракеты-носители Пэктусан-1 и Ынха-2. На данный момент все три попытки запуска оказались безуспешными.
КНДР занимается исследованием и развёртыванием военных технологий, такие как GPS-глушители, стелс-пейнт (невидимые чернила), сверхмалые подводные лодки и пилотируемые торпеды, химическое, биологическое и ядерное оружие, противопехотные лазеры и баллистические ракеты.

### Южная Корея
Научно-технологическое развитие в Южной Корее первоначально не имело больших масштабов из-за таких исторических процессов, как разделение Кореи и Корейская война. Толчок в научно-техническом развитии Южной Кореи произошёл в 1960-х годах в период диктатуры Пак Чон Хи, когда экономика республики выросла за счёт индустриализации и чеболей, таких как «Samsung» и «LG Group».
К 2008 году Южная Корея занимала 5 место по НИОКР. Пак Кйе Джун — генеральный директор компании «Ace Electronics», был удостоен золотой и серебряной наград за изобретение двигателя и привода, продемонстрированных на 23 выставке «Invention and New Product Exposition» («Выставка изобретений и новых продуктов»). Он получил золотую медаль за изобретение специального устройства, которое преобразует вибрации, происходящие от движения машины, в электроэнергию. На «INPEX», проходивший в Питтсбурге в штате Пенсильвания, были награждены 16 корейских изобретателей четырьмя золотыми наградами, тремя серебряными, тремя бронзовыми и шестью специальными. На выставке «INPEX» в Питтсбурге участвовали представители из 20 стран, главные конкуренты были из Германии, Австралии, США и 11 стран, представившие 160 продуктов.
Сеул позиционируется в мире как ведущий город цифровых технологий, а также как технологическая столица мира. Южная Корея находится в числе наиболее технологически развитых стран и стран с высоким уровнем развития цифровой связи. Южная Корея занимает третье место по количеству пользователей широкополосного Интернета среди стран ОЭСР, а также является лидером в мире по электронике, цифровым дисплеям, полупроводниковым устройствам и мобильным телефонам.
Южная Корея также экспортирует оборудование на радиоактивных изотопах для медицинского использования таким странам, как Россия, Япония, Турция и другим.
Южная Корея имеет тесное партнёрство с Россией в космической сфере и уже запустила спутники ДЗЗ Ариран-1 и Ариран-2, которые были оснащены камерами наблюдения.
В робототехнике KAIST конкурирует с японской компанией «Honda». Робот-гуманоид ASIMO компании «Honda» и HUBO от KAIST — одни из нескольких роботов-гуманоидов, которые могут передвигаться. Первый робот HUBO был разработан за три года, а его стоимость оценивается в 1 миллион долларов.
В области возобновляемой энергии учёные из Научно-технологического института города Кванджу совместно с Калифорнийским университетом успешно разработали фотоэлементы с энергетической эффективностью в 6,5 %.